# Papyrus 73
Papyrus 73 (nach Gregory-Aland mit Sigel {\displaystyle {\mathfrak {P}}}73 bezeichnet) ist eine frühmittelalterliche griechische Abschrift des Neuen Testaments. Dieses Papyrusmanuskript des Matthäusevangeliums enthält nur die Verse 25,43 und 26,2–3. Mittels Paläographie wurde es auf das 7. Jahrhundert datiert.
Der griechische Text des Kodex repräsentiert den Byzantinischen Texttyp. Aland ordnete ihn in Kategorie V ein.
Die Handschrift wird zurzeit in der Bibliotheca Bodmeriana (L) in Cologny aufbewahrt.